# Stuckgowan House

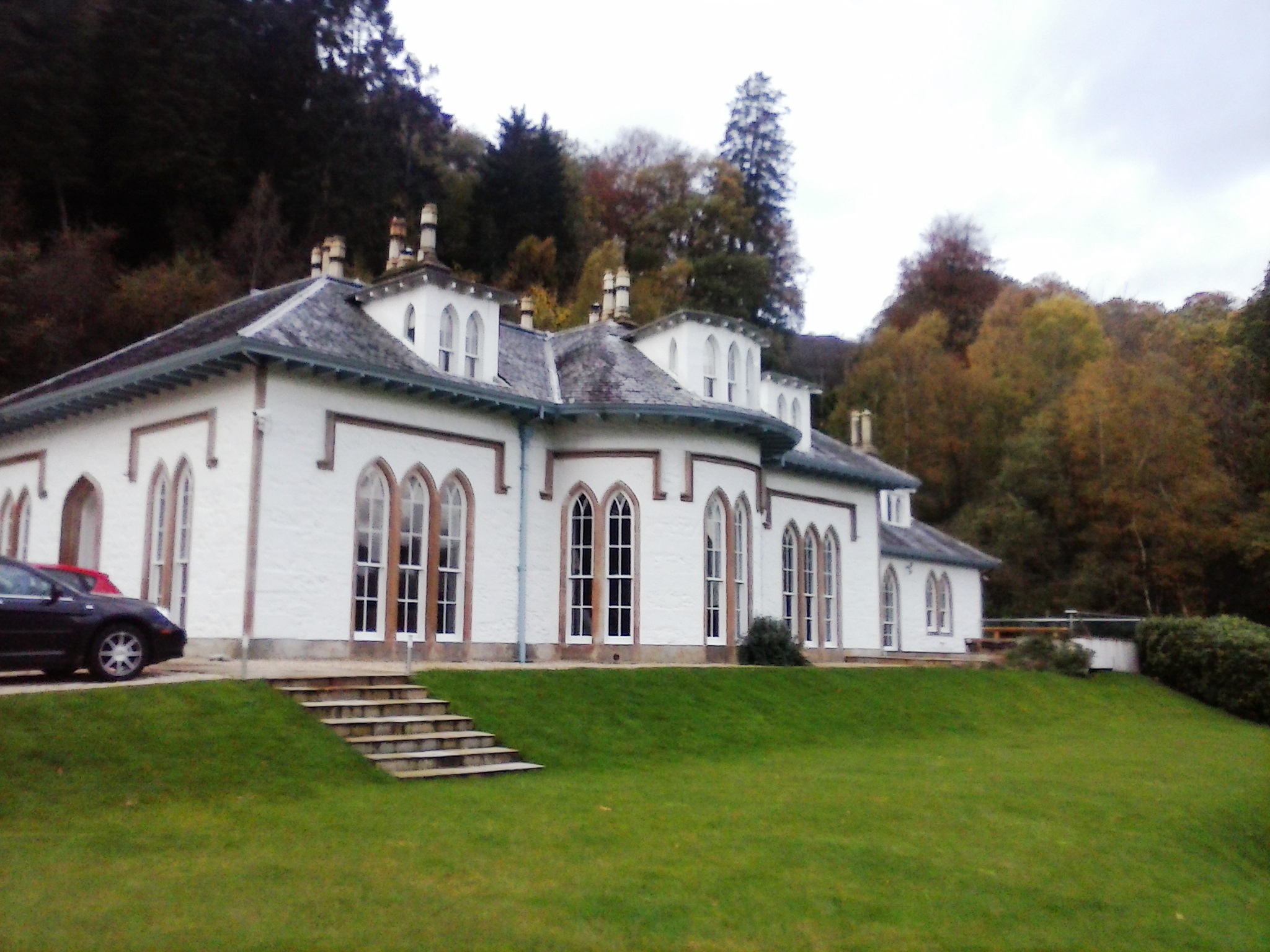
Stuckgowan House

Stuckgowan House ist eine Villa südlich der schottischen Ortschaft Tarbet in der Council Area Argyll and Bute. Sie liegt inmitten der Ländereien von Stuckgowan am Westufer von Loch Lomond abseits der A82, die Glasgow über Fort William mit Inverness verbindet. 1971 wurde Stuckgowan House in die schottischen Denkmallisten in der Kategorie A aufgenommen.
Stuckgowan House wurde um das Jahr 1820. Es weist tudorgotische Stilelemente auf, ordnet sich als architekturhistorisch in die Wiederbelebung des Tudorstils im ausklingenden 18. und beginnenden 19. Jahrhundert ein.

## Beschreibung
Das einstöckige Stuckgowan House wurde aus Bruchstein errichtet. Das Dachgeschoss ist ausgebaut und verfügt über mehrere Gauben mit Flachdächern. Zentral tritt eine halbrunde Auslucht mit drei Lanzett-Zwillingsfenster hervor, die mit einem halbkonischen Dach abschließt. Diese ist von zwei Lanzett-Drillingsfenstern eingerahmt. Nach Norden schließt sich ein niedrigerer Verwaltungsflügel mit Walmdach an. Auch dort sind Lanzettfenster verbaut. Alle Fenster sind mit Sandsteinfaschen abgesetzt. Die verzierte Eingangsflügeltür befindet sich an der Südseite.  Sie wird von hohen Lanzett-Zwillingsfenstern eingerahmt.